# Star Trek: The Next Generation (1.ª temporada)
A primeira temporada de Star Trek: The Next Generation, uma série de televisão estadunidense do gênero de ficção científica, se passa no século XXIV e acompanha as aventuras da nave estelar USS Enterprise enquanto realiza missões pela galáxia. Foi a primeira série de televisão live action da franquia Star Trek desde Star Trek: The Original Series da década de 1960 e a primeira produção da franquia com um elenco totalmente diferente do original. Foi criada por Gene Roddenberry, o mesmo criador The Original Series, que reuniu uma equipe de produção formada por muitos veteranos da série original. O elenco totalmente novo causou certas preocupações com os atores de The Original Series, mas Roddenberry não queria recauchutar o que já havia feito na primeira série, a ponto de inicialmente banir a aparição de alienígenas já estabelecidos da franquia como os vulcanos, klingons e romulanos.
Os personagens foram gradualmente sendo alterados durante a pré-produção, com ajustes nos seus nomes, sexos e etnias. A seleção de elenco foi levada adiante pelos produtores Rick Berman e Robert H. Justman, porém Roddenberry interviu também, especialmente para inverter os papéis que tinham sido dados para as atrizes Denise Crosby e Marina Sirtis. A equipe de roteiro logo ficou caótica, com o roteirista Edward K. Milkis se demitindo antes da seleção de elenco. A insistência de Roddenberry em reescrever roteiros e seu comportamento incomum incomodaram alguns membros da equipe. A roteirista D. C. Fontana, uma das veteranas de The Original Series, abriu uma reclamação no Sindicato dos Roteiristas afirmando que estava atuando como editora de histórias sem ser paga pela função. Os problemas foram tantos que The Next Generation ficou com dificuldades para recrutar novos roteiristas já no meio da temporada. Todos os roteiristas recrutados na primeira temporada já tinha ido embora até o final da segunda, exceto Berman.
The Next Generation estrou diretamente em redifusão nos Estados Unidos. O episódio piloto "Encounter at Farpoint" teve a maior audiência da temporada, porém os episódios seguintes tiveram grandes quedas antes dos números aumentarem novamente, tornando-se a série de redifusão mais popular na televisão estadunidense. A recepção da crítica sobre a temporada foi em sua maior parte negativa, com "The Naked Now" sendo salientado como uma recriação de um episódio de The Original Series e "Code of Honor" como sendo racista. No geral, foi considerado que a temporada tinha roteiros ruins, atuações inferiores e histórias pouco interessantes. Episódios da temporada foram indicados para sete Prêmios Emmy do Primetime, vencendo três. "The Big Goodbye" também se tornou o único episódio da franquia Star Trek a vencer um Prêmio Peabody. A temporada foi disponibilizada em DVD e Blu-ray.

## Episódios
| 1 | 1  | "Encounter at Farpoint"        | Corey Allen       | D. C. Fontana & Gene Roddenberry                                                  | 28 de setembro de 1987  | 15,7 |
| 2 | 2  | "Encounter at Farpoint"        | Corey Allen       | D. C. Fontana & Gene Roddenberry                                                  | 28 de setembro de 1987  | 15,7 |
| A USS Enterprise (NCC-1701-D), sob o comando do capitão Jean-Luc Picard, está à caminho do planeta Deneb IV para descobrir como os bandi, um povo pouco avançado tecnologicamente, construiu a moderna Estação Longíngua. A nave encontra no caminho um ser onipotente chamado Q, que considera a humanidade muito selvagem para se expandir. Picard afirma que a humanidade provará seu valor na sua missão seguinte. A Enterprise é liberada e chega em Longínqua, não encontrando explicação para a tecnologia do lugar até uma enorme nave alienígena aparecer e começar a atacar a estação. A tripulação descobre que essa nave é na verdade um ser vivo tentando libertar seu companheiro, que foi aprisionado pelos bandi e usado para construir Longínqua. A Enterprise liberta a criatura e Q promete que continuará testando a humanidade. |    |                                |                   |                                                                                   |                         |      |
| 3 | 3  | "The Naked Now"                | Paul Lynch        | Roteiro: D. C. Fontana História: John D. F. Black e D. C. Fontana[a]              | 5 de outubro de 1987    | 11,5 |
| A Enterprise encontra à deriva a SS Tsiolkovsky, uma nave de pesquisa que estava investigando uma estrela próxima. Logo em seguida uma doença começa a se espalhar pela tripulação, fazendo todos a bordo agirem intoxicados e mentalmente instáveis. Wesley Crusher bloqueia os controles de nave, colocando-a em risco de cair na estrela. Praticamente todos a bordo se infectam com a doença à ponto de não conseguirem mais desempenhar suas funções, porém Data e a engenheira chefe MacDougal resistem o bastante para conseguirem incapacitar Wesley, desbloquear os controles e salvar a Enterprise. Uma nova cura é encontrada e todos voltam ao normal. |    |                                |                   |                                                                                   |                         |      |
| 4 | 4  | "Code of Honor"                | Russ Mayberry     | Katharyn Powers & Michael Baron                                                   | 12 de outubro de 1987   | 9,5  |
| A Enterprise busca uma vacina orgânica no planeta Ligeon II. Tudo corre bem até Lutan, o chefe do planeta, sequestrar a tenente Tasha Yar depois de ficar impressionado por sua beleza e força. Yareena, a principal esposa de Lutan, acha que sua honra foi atacada e desafia Yar para um combate até a morte. Picard tenta usar diplomacia para resolver a situação, mas falha e as duas mulheres lutam uma contra a outra usando lâminas envenenadas. Yar vence o desafio e ela e Yareena são levadas para a Enterprise, onde a doutora Beverly Crusher consegue produzir uma vacina. Yar é liberada e Yareena escolhe um novo marido, tirando o poder de Lutan, que aceita tudo pacificamente. |    |                                |                   |                                                                                   |                         |      |
| 5 | 5  | "The Last Outpost"             | Richard A. Colla  | Roteiro: Herbert Wright História: Richard Krzmeien                                | 19 de outubro de 1987   | 8,9  |
| A Enterprise persegue uma nave ferengi que roubou um conversor de energia de uma base da Federação dos Planetas Unidos. As duas naves são imobilizadas em um planeta que eles descobrem ter pertencido ao antigo Império Tkon. Uma missão conjunta para investigar a superfície é enviada, porém os ferengis traem a tripulação da Enterprise. Um guarda autômato tkon é despertado e desafia os dois lados, ficando impressionado pela sabedoria e ética do comandante William Riker, liberando as duas naves. |    |                                |                   |                                                                                   |                         |      |
| 6 | 6  | "Where No One Has Gone Before" | Rob Bowman        | Diane Duane & Michael Reaves                                                      | 26 de outubro de 1987   | 10,5 |
| Um especialista em propulsão de dobra e seu assistente alienígena embarcam na Enterprise para realizarem testes em seus motores. Os experimentos dão errado e a nave primeiro viaja para outra galáxia e então para os confins do universo, onde a tripulação começa a ter visões que ameaçam sua sanidade. É revelado que esses saltos foram causados pelo assistente, chamado de o Viajante, cuja espécie é capaz de viajar pelo tempo e espaço. Com a ajuda e amizade de Wesley, o Viajante, mesmo cansado, consegue levar a Enterprise de volta ao seu ponto de partida. Wesley é promovido a alferes interino por Picard e começa seu treinamento para a Academia da Frota Estelar. |    |                                |                   |                                                                                   |                         |      |
| 7 | 7  | "Lonely Among Us"              | Cliff Bole        | Roteiro: D. C. Fontana História: Michael Halperin                                 | 2 de novembro de 1987   | 12,1 |
| A Enterprise passa por uma nuvem de energia, com primeiro o tenente Worf e depois Crusher temporariamente sofrendo transformações bizarras de personalidade. A conselheira Deanna Troi deduz que os dois acidentalmente tornaram-se hospedeiros de uma força de vida. Esta forma de vida toma Picard e ordena que a Enterprise volte para a nuvem de energia. Picard, sob influência da forma de vida, se transporta para a nuvem. A tripulação, depois de muito tempo, consegue rematerializar o capitão de volta ao normal. |    |                                |                   |                                                                                   |                         |      |
| 8 | 8  | "Justice"                      | James L. Conway   | Roteiro: Worley Thorne História: John D. F. Black[b] & Worley Thorne              | 9 de novembro de 1987   | 12,7 |
| A Enterprise está levando colonos para o planeta Rubicon III, cujo povo nativo, os edo, é conhecido por seus hábitos de amor e prazer. Entretanto, Wesley acaba entrando em um lugar proibido e é condenado a morte, a punição aplicada pelos edo para todos os tipos de crimes. Ao mesmo tempo, um ser parecido com uma máquina começa a orbitar o planeta e se proclamar o deus dos edo. Este exige que a Enterprise leve os colonos embora e deixe os edo em paz. Picard desafia os edo e o "deus" para levar Wesley de volta à nave à força, argumentando que leis absolutas não são uma verdadeira forma de justiça. Isto convence o "deus" e a tripulação vai embora. |    |                                |                   |                                                                                   |                         |      |
| 9 | 9  | "The Battle"                   | Rob Bowman        | Roteiro: Herbert Wright História: Larry Forrester                                 | 16 de novembro de 1987  | 10,5 |
| Anos antes, a USS Stargazer, a primeira nave comandada por Picard, foi misteriosamente atacada, forçando Picard a usar uma manobra especial que ficou conhecida como "Manobra Picard" antes de abandonar a nave. No presente, o ferengi Bok presenteia a Stargazer a Picard, um gesto extremamente incomum para um ferengi. Bok na verdade tinha um filho que morreu na batalha e alterou os registros da Stargazer para parecer que Picard atacou primeiro. O ferengi usa um dispositivo de controle mental que faz Picard assumir o controle da Stargazer e a repetir a manobra, porém Data consegue bolar uma defesa e Riker restaurar a sanidade do capitão. Bok é removido de seu comando. |    |                                |                   |                                                                                   |                         |      |
| 10 | 10 | "Hide and Q"                   | Cliff Bole        | Roteiro: Maurice Hurley[c] & Gene Roddenberry História: Maurice Hurley[c]         | 23 de novembro de 1987  | 11,0 |
| A Enterprise está correndo para auxiliar uma colônia mineradora que recentemente sofreu um acidente quando Q reaparece e concede seus poderes a Riker. A nave chega na colônia e Riker recusa-se a usar seus novos poderes para auxiliar, mesmo para reviver uma menina morta. Ele acaba se sentindo culpado e usa os poderes, com Q pressionando-o a conceder todos os desejos de seus companheiros, como dar visão a Geordi La Forge e fazer Data um humano. Entretanto, todos recusam os presentes porque a origem deles é Q. Riker compreende a lição e isto faz Q perder uma aposta que fez com outros membros da sua espécie. Ele remove os poderes de Riker e vai embora. |    |                                |                   |                                                                                   |                         |      |
| 11 | 11 | "Haven"                        | Richard Compton   | Roteiro: Tracy Tormé História: Tracy Tormé & Lan O'Kun                            | 30 de novembro de 1987  | 10,3 |
| Lwaxana Troi visita sua filha Deanna. Lwaxana diz que a família Miller, melhores amigos de seu falecido marido, quer consumar votos de casamento que Deanna e seu filho Wyatt fizeram quando crianças. Deanna concorda e passa a gostar da companhia de Wyatt, mas este fica desconcertado por ela não ser loira como a mulher de suas visões. A Enterprise encontra tarellianos, uma espécie assolada por doenças, e Wyatt descobre a loira de suas visões é tarelliana. Ele decide ficar com eles e acaba com o casamento. |    |                                |                   |                                                                                   |                         |      |
| 12 | 12 | "The Big Goodbye"              | Joseph L. Scanlan | Tracy Tormé                                                                       | 11 de janeiro de 1988   | 11,5 |
| Picard se prepara para realizar uma saudação altamente complicada com os jarada, uma espécie alienígena com quem a Federação quer estabelecer contato. Para relaxar, ele tenta se distrair no holodeque usando um programa de investigação ambientado na década de 1940 em que interpreta o detetive Dixon Hill. Ele convida Crusher, Data e o historiador Whalen para participarem também, mas o holodeque sofre um mal funcionamento e os três ficam presos dentro. Wesley e La Forge correm para consertar o problema sem matar todos dentro e antes do horário marcado para a saudação dos jarada. Eles conseguem, Picard sai e faz uma saudação perfeita. |    |                                |                   |                                                                                   |                         |      |
| 13 | 13 | "Datalore"                     | Rob Bowman        | Roteiro: Robert Lewin & Gene Roddenberry História: Robert Lewin & Maurice Hurley  | 18 de janeiro de 1988   | 10,3 |
| A Enterprise vai a Omicro Theta, o "planeta natal" de Data, para investigar o desaparecimento de colonos décadas antes. Eles encontram o laboratório do doutor Noonian Soong, o criador de Data, e descobrem que um androide gêmeo chamado Lore também foi construído. Lore foi considerado "perfeito demais" pelos colonos, sendo desmontado e Data construindo em seguida. As partes de Lore são encontradas, com ele sendo remontado e reativado. Lore desativa Data, assume seu lugar e convoca a entidade cristalina que destruiu a colônia anos antes. Crusher reativa Data, que por sua vez enfrenta e expulsa Lore da nave, fazendo a entidade cristalina ir embora também. |    |                                |                   |                                                                                   |                         |      |
| 14 | 14 | "Angel One"                    | Michael Rhodes    | Patrick Barry                                                                     | 25 de janeiro de 1988   | 11,4 |
| A Enterprise visita o planeta Angel I à procura de sobreviventes de um cargueiro desaparecido anos antes. Os sobreviventes são encontrados, mas se recusam a irem embora porque se casaram com exiladas que não gostam da hierarquia matriarcal do planeta. As mulheres renegadas são descobertas e sentenciadas a morte junto com seus maridos. Riker, que conquistou a confiança de Beata, a líder do planeta, consegue convencê-la a libertar o grupo e exila-los em uma parte remota de Angel I. |    |                                |                   |                                                                                   |                         |      |
| 15 | 15 | "11001001"                     | Paul Lynch        | Maurice Hurley & Robert Lewin                                                     | 1 de fevereiro de 1988  | 10,7 |
| Uma espécie alienígena chamada de binários embarcam na Enterprise para aprimorarem os computadores da nave. Riker aproveita a folga para testar um programa de holodeque, onde conhece Minuet, um holograma extremamente realista. Picard logo se junta a ele e também fica maravilhado por Minuet, que é na verdade uma distração dos binários para tomarem o controle da Enterprise. Os dois escapam do holodeque, porém descobrem que os binários estavam tentando salvar o supercomputador de seu mundo de um pulso eletromagnético usando a memória da Enterprise. Picard e Riker ajudam os binários a se recuperarem, porém Riker descobre que Minuet desapareceu. |    |                                |                   |                                                                                   |                         |      |
| 16 | 16 | "Too Short a Season"           | Rob Bowman        | Roteiro: Michael Michaelian & D. C. Fontana História: Michael Michaelian          | 8 de fevereiro de 1988  | 10,9 |
| Uma situação com reféns em Mordan IV traz para a Enterprise o almirante Mark Jameson, que negociou uma paz no local décadas antes. Na verdade, Jameson entregou armas avançadas para Karnas, o líder do planeta, e seu opositores, causado uma guerra civil. Durante a viagem, Jameson rejuvenesce lentamente, resultado de drogas que tem tomado, porém ele sofre uma overdose que faz seu corpo começar a falhar. Picard conta a verdade sobre as armas para Karnas, mas este quer vingança contra Jameson e só o reconhece o rejuvenescido almirante a partir de uma cicatriz. Karnas persebe que sua vingança é inútil e permite que Jameson morra e seja enterrado em Mordan IV. |    |                                |                   |                                                                                   |                         |      |
| 17 | 17 | "When the Bough Breaks"        | Kim Manners       | Hannah Louise Shearer                                                             | 15 de fevereiro de 1988 | 10,2 |
| A Enterprise encontra Aldea, um planeta escondido por um escudo de invisibilidade. Os aldeanos, que acreditam ser estéreis, sequestram sete jovens da nave, incluindo Wesley, para perpetuarem sua espécie. Negociações falham e os pais dos sequestrados começam a se desesperar. Wesley descobre que os computadores dos aldeanos estão desgastados ao mesmo tempo que Crusher determina que a espécie está morrendo por um vazamento de radiação da camada de ozônio causado pelo escudo planetário. Crusher consegue convencer os aldeanos da verdadeira natureza do problema e Picard promete ajuda da Federação pare recuperarem sua saúde. |    |                                |                   |                                                                                   |                         |      |
| 18 | 18 | "Home Soil"                    | Corey Allen       | Roteiro: Robert Sabaroff História: Karl Geurs & Ralph Sanchez e Robert Sabaroff   | 22 de fevereiro de 1988 | 9,0  |
| A Enterprise faz checagem em uma estação que está planejando terraformar um planeta aparentemente sem vida. Entretanto, um engenheiro é misteriosamente assassinado e Data quase sofre o mesmo destino. Ele e La Forge descobrem que o planeta é a casa de uma pequena forma de vida inorgânica, nomeada de microcérebro, que declara guerra contra os humanos. A estação de terraformação estava matando a espécie sem saber. O microcérebro fica forte o bastante para ameaçar a nave, porém a tripulação consegue incapacitá-lo. A espécie pede para que nenhum contato com a Federação seja feito em trezentos anos e Picard concorda, colocando o planeta sob uma quarentena. |    |                                |                   |                                                                                   |                         |      |
| 19 | 19 | "Coming of Age"                | Mike Vejar        | Sandy Fries                                                                       | 14 de março de 1988     | 10,1 |
| Wesley inicias suas provas de admissão na Academia da Frota Estelar, enfrentando diferentes tipos testes para tentar conseguir a única vaga disponível naquele momento; entretanto, ele fica apenas em segundo. Ao mesmo tempo, Picard recebe seu amigo almirante Gregory Quinn. Este e seu assistente, tenente-comandante Dexter Remmick, interrogam firmemente os oficiais da Enterprise. Quinn depois revela que ele suspeita que há uma conspiração dentro da Frota Estelar e precisava garantir a lealdade de Picard, lhe oferecendo o comando da Academia. Picard pensa a respeito e posteriormente recusa, preferindo permanecer no comando da Enterprise. |    |                                |                   |                                                                                   |                         |      |
| 20 | 20 | "Heart of Glory"               | Rob Bowman        | Roteiro: Maurice Hurley História: Maurice Hurley e Herbert Wright & D. C. Fontana | 21 de março de 1988     | 10,7 |
| A Enterprise resgata três klingons que afirmam que sua nave foi atacada pelos ferengis. Um klingon morre e os dois sobreviventes declaram seu ódio pela aliança com a Federação, tentando fazer com que Worf abandone a Frota Estelar. Uma nave klingon aparece e revela que os dois klingons são na verdade rebeldes fugitivos. Os dois escapam da prisão, mas um morre. O outro vai para a engenharia da Enterprise e ameaça destruir a nave, tentando novamente recrutar Worf. Este se recusa e mata o rebelde. O capitão klingon fica impressionado com Worf e lhe oferece um posto da frota imperial, mas Worf também recusa para poder continuar servindo a bordo da Enterprise. |    |                                |                   |                                                                                   |                         |      |
| 21 | 21 | "The Arsenal of Freedom"       | Les Landau        | Roteiro: Richard Manning & Hans Beimler História: Maurice Hurley & Robert Lewin   | 11 de abril de 1988     | 10,4 |
| A Enterprise é enviada ao planeta Minos para procurar a desaparecida USS Drake. Uma equipe desce no planeta e Riker encontra o capitão da Drake, mas rapidamente percebe que está conversando com um holograma. Drones cada vez mais inteligentes começam a aparecer e atacar a tripulação, fazendo Picard e Crusher caírem em uma caverna. Dentro desta, Picard descobre um sistema de defesa automático responsável pelos drones e pela morte dos habitantes nativos do planeta. Ele descobre que os ataques são uma demonstração de armas e consegue interrompê-los. Em órbita, La Forge, no comando da Enterprise, destrói uma sonda de ataque espacial. |    |                                |                   |                                                                                   |                         |      |
| 22 | 22 | "Symbiosis"                    | Win Phelps        | Roteiro: Robert Lewin e Richard Manning & Hans Beimler História: Robert Lewin     | 18 de abril de 1988     | 10,8 |
| A Enterprise resgata a carga e alguns tripulantes de um cargueiro antes deste ser destruído. Sobre sobreviventes são dos mundos de Brekka e Ornara, enquanto a carga é felício, uma droga que cresce em Brekka e é usada para curar uma praga em Ornara. Os dois lados reivindicam o felício e Picard oferece uma dose para cada, porém Crusher descobre que o felício é na verdade um narcótico. Os brekkianos tem mantido os ornarianos viciados por séculos em busco de lucro. Crusher quer contar a verdade, mas Picard a proíbe por conta da Primeira Diretriz. Entretanto, ele impede que os cargueiros ornarianos sejam reparados, o que fará com que a espécie supere seu vício por meio da abstinência. |    |                                |                   |                                                                                   |                         |      |
| 23 | 23 | "Skin of Evil"                 | Joseph L. Scanlan | Roteiro: Joseph Stefano & Hannah Louise Shearer História: Joseph Stefano          | 25 de abril de 1988     | 9,7  |
| Uma nave auxiliar com Troi a bordo cai no planeta Vagra II, casa de uma criatura sadista chamada Armus. Uma equipe vai resgatá-la, mas Armus conjura um escudo e mata Yar por pura malícia. Wesley e Worf, este agora o novo oficial de segurança no lugar de Yar, descobrem que Armus perde seu poder quando fica enfurecido, com Picard usando isto para conseguir resgatar seu pessoal. De volta na Enterprise, a tripulação toca um holograma testamento e despedida que Yar deixou para eles. |    |                                |                   |                                                                                   |                         |      |
| 24 | 24 | "We'll Always Have Paris"      | Robert Becker     | Deborah Dean Davis & Hannah Louise Shearer                                        | 2 de maio de 1988       | 9,7  |
| A Enterprise resgata o doutor Paul Manheim e sua esposa Jenice, que revela ser um antigo amor de Picard. Manheim estava realizando experimentos com tempo não linear que terminaram em desastre, causando a morte de sua equipe e uma perturbação sentida na Enterprise pouco tempo antes. Essas perturbações agora ameaçam rasgar o espaço interdimensional. Manheim instrui Data e este se teletransporta para o laboratório do cientista, onde consegue fechar a brecha usando antimatéria. Manheim, que estava sofrendo de uma existência interdimensional, é curado. Picard e Jenice conseguem resolver suas desavenças do passado por meio de um programa de holodeque. |    |                                |                   |                                                                                   |                         |      |
| 25 | 25 | "Conspiracy"                   | Cliff Bole        | Roteiro: Tracy Tormé História: Robert Sabaroff                                    | 9 de maio de 1988       | 9,4  |
| Picard e outros três capitães são chamados para uma reunião secreta em um planetoide deserto. Os capitães, assim como o almirante Quinn, suspeitam que há uma conspiração na Frota Estelar. Picard expressa ceticismo até a nave de um dos capitães ser explodida, decidindo então voltar para o Comando da Frota Estelar e investigar mais. Ele é recebido por três almirantes, incluindo Quinn, sendo convidado junto com Riker para um jantar. Entretanto, a tripulação descobre que os almirantes estão sendo controlados por parasitas. Picard é emboscado, mas Riker consegue enganar todos e os almirantes, mais Remmick, com seus parasitas são mortos. Quinn consegue ser curado. |    |                                |                   |                                                                                   |                         |      |
| 26 | 26 | "The Neutral Zone"             | James L. Conway   | Roteiro: Maurice Hurley História: Deborah McIntyre & Mona Clee                    | 16 de maio de 1988      | 10,2 |
| Vários postos avançados da Federação estão desaparecendo misteriosamente ao longo da Zona Neutra e a Frota Estelar suspeita que os responsáveis são os romulanos. A Enterprise segue para a Zona Neutra e encontra uma nave romulana, com os dois lados conseguindo estabelecer um tenso contato e trocar informações. Eles descobrem que postos romulanos perto da Zona Neutra também estão desaparecendo. Ambos concordam em continuar compartilhando informações sobre o assunto no futuro. |    |                                |                   |                                                                                   |                         |      |

- a  Creditada sob o pseudônimo de J. Michael Bingham
- b  Creditado sob o pseudônimo de Ralph Wills
- c  Creditado sob o pseudônimo de C. J. Holland

## Elenco
| - Patrick Stewart como Jean-Luc Picard - Jonathan Frakes como William Riker - LeVar Burton como Geordi LaForge - Denise Crosby como Tasha Yar - Michael Dorn como Worf - Gates McFadden como Beverly Crusher - Marina Sirtis como Deanna Troi - Wil Wheaton como Wesley Crusher | - John de Lancie como Q - Colm Meaney como Miles O'Brien - Armin Shimerman como Letek e Caixa Betazoide - Biff Yeager como Argyle - Ward Costello como Gregory Quinn - Robert Schenkkan como Dexter Remmick - Majel Barrett como Lwaxana Troi - Carel Struycken como Sr. Homm - Eric Menyuk como O Viajante |

## Produção

### Desenvolvimento

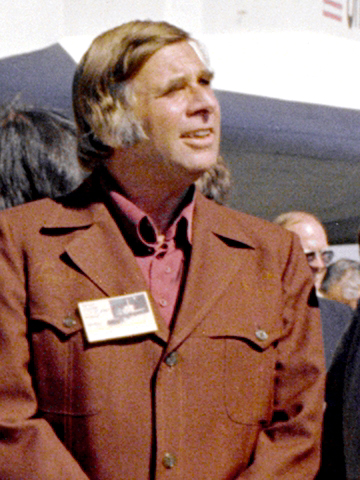
Gene Roddenberry, o criador de Star Trek, foi contratado pela Paramount para desenvolver uma nova série da franquia

Executivos da Paramount Television começaram a trabalhar em ideias de trazer Star Trek de volta para televisão em 1986 enquanto o filme Star Trek IV: The Voyage Home estava em produção, com o roteirista e produtor Greg Strangis sendo contratado para desenvolver algumas propostas. Esta não foi a primeira vez que uma nova série foi considerada diante do sucesso de Star Trek: The Original Series em redifusão, com uma série chamada Star Trek: Phase II tendo sido desenvolvida no final da década de 1970 depois de fracassos em desenvolver um filme baseado em The Original Series. Phase II acabou sendo cancelada e seu episódio piloto, chamado "In Thy Image", foi adaptado para se tornar o filme Star Trek: The Motion Picture em 1979. A Paramount conversou com o ator Leonard Nimoy, o intérprete de Spock, sobre uma nova série, lhe oferecendo a chance de trabalhar como produtor. Nimoy recusou a oferta porque teria de comprometer grande parte de seu tempo.
A Paramount em seguida foi se consultar com Gene Roddenberry, o criador da franquia. Ele inicialmente recusou a ideia de produzir o programa, parcialmente porque a produção de The Original Series tinha o afastado de sua família. A Paramount então afirmou que seria impossível levar uma nova série adiante de outra maneira, fazendo Roddenberry mudar de ideia e começar a elaborar planos. Ele quis um elenco totalmente novo para evitar recauchutar os mesmos papéis que agora estavam levando adiante a franquia cinematográfica. A Paramount não tinha inicialmente planejado contratar Roddenberry, mas o fez e demitiu Strangis. Entretanto, uma das ideias de Strangis sobreviveu na premissa da série: que os klingons e a Federação dos Planetas Unidos teriam se tornado aliados. Roddenberry anunciou uma nova série em 10 de outubro de 1986.
Vários dos atores de The Original Series afirmaram publicamente que não gostavam da ideia de uma nova série no mesmo universo e que não envolvesse seus personagens. DeForest Kelley, o intérprete do doutor Leonard McCoy e que depois apareceu no episódio piloto de The Next Generation, afirmou que compreendia que o estúdio quisesse manter a franquia para além deles, mas achou que "há apenas um Star Trek, e é o nosso". James Doohan, intérprete do engenheiro Montgomery Scott, disse que Star Trek era sobre os personagens e que com um novo elenco o estúdio estava "tentando enganar o público e isto é um mau negócio". William Shatner, intérprete do capitão James T. Kirk, ficou preocupado com uma superexposição da franquia e que uma nova série poderia afetar filmes futuros.
Robert H. Justman, um produtor associado de The Original Series, foi trabalhar com Roddenberry na nova série, que na época ainda não tinha um título. Eles se influenciaram bastante nas críticas a The Original Series feitas pelo autor David Gerrold, contratando-o como um dos roteiristas. Gerrold escreveu a bíblia da nova série, porém Roddenberry assumiu o crédito por ela. Roddenberry também trouxe Edward K. Milkis, outro produtor associado da época de The Original Series. Ideias sugeridas incluíam um androide e um fuzileiro klingon, com estas acabando sendo incluídas de alguma forma na série final, porém outras, como uma descendente de Kirk, foram abandonadas.
Ideias originalmente propostas para Phase II também foram incluídas, como ter o segundo em comando liderar equipas avançadas, algo também proposto por Gerrold. Conceitos originados em Star Trek: The Animated Series foram refinados, como a sala de recreação, que se tornou o holodeque. Roddenberry também insistiu que mal funcionamento de tecnologias não deveriam ser usado frequentemente como dispositivo de enredo. A nova versão da nave estelar USS Enterprise foi inicialmente designada NCC-1701-7, mas depois se tornou NCC-1701-G por causa do padrão de numeração estabelecido ao final de The Voyage Home; a versão final seria NCC-1701-D. Roddenberry também insistiu que alienígenas conhecidos de The Original Series fossem evitados, banindo especificamente os vulcanos, romulanos e maioria dos klingons. Estes planos não duraram muito e esses alienígenas foram usados ainda na primeira temporada: klingons em "Heart of Glory", um vulcano em "Coming of Age" e romulanos em "The Neutral Zone".

### Equipe

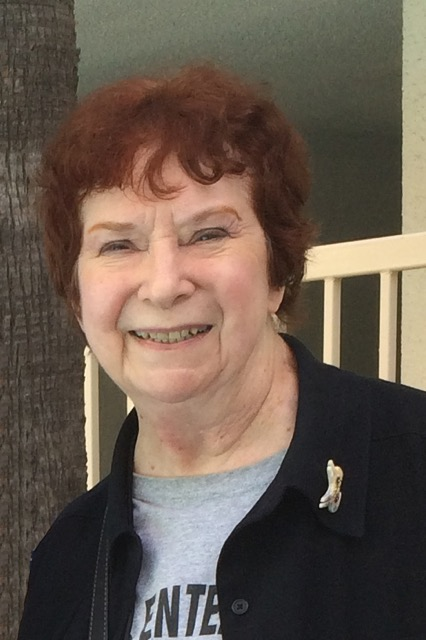
D. C. Fontana tinha trabalhado em The Original Series e foi trazida para The Next Generation, porém teve um desentendimento com Roddenberry e saiu da série

Robert Lewin se juntou à equipe como produtor de roteiro a partir de uma recomendação de Justman, com quem tinha trabalhado antes. Lewin foi a primeira pessoa que nunca tinha trabalhado em Star Trek a se juntar à nova série. D. C. Fontana, que originalmente fora a secretária de Roddenberry em The Original Series e que depois se tornou sua editora de histórias, foi trazida para a equipe de The Next Generation. Ela também assumiu como editora de histórias, mas procurou conseguir um prometido crédito de produtora associada. Outros pessoas chamadas para a nova série que tinham trabalhados nos filmes incluíam os ilustradores Rick Sternbach e Andrew Probert, bem como o artista cênico Michael Okuda. Roddenberry também contratou o figurinista William Ware Theiss, que tinha trabalho em The Original Series, enquanto Milkis e Justman recrutaram o diretor de arte Herman F. Zimmerman. Rick Berman juntou-se à equipe como uma ligação entre Roddenberry e a Paramount.
Roddenberry mostrou-se um negociador difícil na hora de contratar a equipe. As ofertas iniciais que fez para recrutar Gerrold e Fontana estavam abaixo dos salários mínimos do Sindicato dos Roteiristas. Fontana continuou se opondo aos valores abaixo daqueles estabelecidas pelo Sindicato à ponte de Roddenberry trazer seu advogado pessoal, Leonard Maizlish, para negociar. Gerrold achou que a influência de Maizlish mudou Roddenberry, com este começando a chamar Gerrold de desleal sempre que discordavam de algo. Fontana esboçou o roteiro do episódio piloto, "Encounter at Farpoint", enquanto Gerrold e John D. F. Black, outro roteirista de The Original Series, trabalharam em roteiros próprios.
A equipe, baseada no roteiro do piloto e na bíblia da série, começaram a elaborar os cenários e objetos de cena. Eles avaliaram os cenários dos filmes e decidiram que precisariam construir uma nova ponte para a Enterprise a fim de se adequarem ao ideal de "tecnologia desencadeada" de Roddenberry. Probert, que tinha trabalhado em desenhos para Phase II e The Motion Picture, baseou o exterior da Enterprise em um projeto abandonado que tinha criado nessa época. Alguns cenários dos filmes foram reutilizados, incluindo a ponte de comando modificada para ser a ponte de batalha. Este cenário foi modificado várias outras vezes em The Next Generation para representar pontes de várias naves.
A primeira mudança na equipe ocorreu já no começo de 1987 quando Milkis deixou a produção. Ele tinha um contrato de um ano e decidiu priorizar outros comprometimentos. Berman foi convidado para substitui-lo e aceitou. Milkis depois afirmou que foi uma transição tranquila por causa do nível de conhecimento que Berman tinha adquirido da produção. Fontana e Roddenberry tiveram uma briga por causa do crédito de produtora associada, que ela acabou conseguindo. O relacionamento entre os dois ficou tão ruim que ela começou a gravar todas as reuniões com ele, se demitindo da série depois de apenas alguns episódios. Seu trabalho em "The Naked Now" foi creditado sob o pseudônimo J. Michael Bingham. Ela abriu uma reivindicação no Sindicato dos Roteiristas afirmando que tinha trabalhado como editora de histórias sem ser paga por isso, algo que foi resolvido amigavelmente com a Paramount. Enquanto isso, Maizlish começou a atuar na prática como o editor de histórias, já as reuniões de produção frequentemente acabavam com Roddenberry reclamando sobre várias questões. Outros roteiristas e produtores, incluindo Herbert Wright e Maurice Hurley, juntaram-se à equipe.
Justman foi embora na metade da temporada, posteriormente explicando que "Eu havia conseguido o que queria conseguir. Star Trek não foi um acaso". Ele não foi a única saída, com o número de funcionários deixando a produção cada vez mais caótica tornando-se lendário no Sindicato dos Roteiristas. The Next Generation estava tendo dificuldades de recrutar roteiristas no meio da temporada, pois existiam rumores sobre o quão difícil tinha se tornado trabalhar com Roddenberry. Ele frequentemente reescrevia os roteiros inserindo conotações sexuais e culpava os roteiristas originais pelos problemas nas partes que tinha inserido. Os outros produtores da série culparam a bebida pelos problemas e inconsistências de Roddenberry, porém ele parou de escrever depois de dois terços da temporada. Diane Duane, co-roteirista de "Where No One Has Gone Before", definiu a equipe de produção durante a primeira temporada como estando "no meio de uma séria disputa política consigo mesma". Gerrold saiu ao final da temporada, escolhendo não renovar seu contrato por causa de seu relacionamento com Roddenberry e Maizlish e por desavenças sobre um roteiro não filmado chamado "Blood and Fire". Lewin também saiu ao final da temporada. Dos roteiristas que trabalharam na primeira temporada, apenas Berman permaneceu após a finalização da segunda temporada.

### Seleção de elenco
Uma chamada inicial foi emitida para agências de talentos em 10 de dezembro de 1986 para oito papéis. Estes tinham pequenas diferenças em relação aos nomes finais, como Julien Picard, William Ryker e Leslie Crusher, esta última uma menina de quinze anos. A chefe de segurança era chamada de Macha Hernandez. O capitão teria o apelido de "Luke", com tanto o seu nome quanto o de Ryker assumindo formas mais informais em algum momento entre as duas versões do guia dos roteiristas em fevereiro e março de 1987. Leslie Crusher foi considerado como um menino chamado Wesley em algum momento antes da chamada de elenco, com a mudança de gênero ficando depois permanente. Geordi La Forge foi nomeado em homenagem ao fã tetraplégico George La Forge que tinha morrido em 1975, enquanto Hernandez evoluiu e se transformou em Tasha Yar.

O elenco principal de The Next Generation em sua primeira temporada. Em sentido horário: Wil Wheaton, Denise Crosby, Michael Dorn, Brent Spiner, LeVar Burton, Gates McFadden, Patrick Stewart, Marina Sirtis e Jonathan Frakes.

A seleção de elenco preliminar começou em março de 1987 com Justman e Berman encarregados do processo. Os atores que receberiam os primeiros créditos principais foram anunciados em maio. Apenas três atores foram revelados nesse momento e o maior foco foi dado a LeVar Burton como La Forge, pois o ator era conhecido por seu papel na minissérie Roots. Também revelados nesse anúncio foram Patrick Stewart, um membro da Companhia Real de Shakespeare, como o capitão Jean-Luc Picard, e Jonathan Frakes como o primeiro oficial William Riker.Marina Sirtis e Denise Crosby foram escolhidas como Hernandez e Deanna Troi, respectivamente, mas Roddenberry decidiu inverter os papéis, momento em que Hernandez se transformou em Yar.
O resto do elenco incluía Brent Spiner como Data, Gates McFadden como Beverly Crusher e Wil Wheaton como Wesley Crusher. Michael Dorn fez testes e conseguiu o papel de tenente Worf, personagem cujo plano original era para que aparecesse em apenas sete dos primeiros treze episódios, porém foi decidido expandir seu papel após o piloto e Dorn foi adicionado ao elenco principal. Outros atores convidados que estrearam na primeira temporada incluem John de Lancie como Q e Eric Menyuk como o Viajante. Majel Barrett, esposa de Roddenberry e que antes tinha interpretado a enfermeira Christine Chapel em The Original Series, estreou como Lwaxana Troi na temporada e também fez a voz do computador da Enterprise pelo restante da série.
Vários atores que posteriormente fariam parte do elenco de Star Trek: Deep Space Nine também apareceram na primeira temporada de The Next Generation, porém não nos papéis que interpretariam depois. Estes incluíram Armin Shimerman como uma caixa de casamento em "Haven" e como o ferengi Letek em "The Last Outpost", mesma espécie de Quark, seu personagem em Deep Space Nine. Marc Alaimo apareceu como um anticano em "Lonely Among Us" e depois como o capitão romulano Tebok em "The Neutral Zone"; ele posteriormente apareceria como o cardassiano Gul Macet em "The Wounded" da quarta temporada e então seria escolhido como outro cardassiano, Gul Dukat, em Deep Space Nine. Colm Meaney apareceu como um alferes em dois episódios da temporada, personagem posteriormente estabelecido como Miles O'Brien, que veio a se tornar um membro do elenco principal de Deep Space Nine.
Crosby decidiu sair da série durante a primeira temporada por causa do pouco desenvolvimento de sua personagem. Ela posteriormente comentou que sentia-se "miserável. Eu não podia esperar para sair do programa. Eu estava morrendo". Roddenberry concordou com o pedido e a personagem foi morta em "Skin of Evil", porém ela retornou posteriormente para participações especiais como Yar em "Yesterday's Enterprise" da terceira temporada e em "All Good Things...", o último episódio da série. Outra mudança de elenco depois do fim da temporada foi a demissão de McFadden. Isto foi atribuído a Hurley, com a atriz retornando ao elenco na terceira temporada depois da saída dele da equipe.

## Repercussão

### Audiência

Gráfico mostrando a variação de audiência de The Next Generation em sua primeira temporada episódio por episódio

Star Trek: The Next Generation foi transmitido nos Estados Unidos diretamente em redifusão, significando que foi exibido em várias emissoras sem a necessidade de passar primeiro em redes de difusão. Isto era relativamente inédito na época, mesmo com The Original Series tendo se tornado um sucesso em redifusão depois de ter sido exibida na NBC. A série já tinha sido vendida para 171 mercados antes mesmo da estreia. Existiam preocupações na época que tal métodos de transmissão iria impactar negativamente a audiência, porém Justman sugeriu que valeria a pena por causa da falta de interferência de uma emissora em potencial.
"Encounter at Farpoint" teve um índice Nielsen de 15,7 por cento, algo que fez com que a Paramount encomendasse mais 24 episódios. O piloto foi o episódio de maior audiência da temporada, enquanto a menor foi no quarto, "The Last Outpost", que teve um índice Nielsen de 8,9 por cento. "Justice", três episódios depois, teve uma audiência de 12,7 por cento, a maior tirando "Encounter at Farpoint". Apenas Wheel of Fortune e Jeopardy! superaram The Next Generation nos índices Nielsen de 6 de setembro de 1987 a 3 de janeiro de 1988 dentre os programas exibidos diretamente em redifusão, fazendo de The Next Generation a série de redifusão de maior audiência ao final da temporada, algo que inspirou várias outras séries a serem lançadas diretamente em redifusão.

### Crítica
A antecipação para The Next Generation antes de sua estreia foi grande, porém a resposta inicial da crítica e dos fãs foi tépida. John J. O'Connor avaliou "Encounter at Farpoint" para o The New York Times e disse simplesmente que esperava que a ação e o ritmo aumentassem nos episódios seguintes. Outros críticos sobre o episódio piloto foram mais positivos, com Don Merrill da TV Guide afirmando que a série era uma "digna sucessora da original". Jill L. Lanford do The Herald Journal achou que o episódio era a ressurreição de uma "lenda", acreditando que lembrava episódios clássicos como "Arena" e "The Squire of Gothos", comentando que era o "veículo perfeito para apresentar a tripulação" e um "começo perfeito". Houve algumas críticas negativas sobre o elenco, com Tom Shales do The Washington Post dizendo que Stewart era "um excêntrico careca e sombrio que seria melhor como um vilão" e que Frakes "beira o piegas". Os autores Mark Jones e Lance Parkin afirmaram quase duas décadas depois da estreia que a primeira temporada "muitas vezes parecia uma tentativa desconfortável e politicamente correta de recriar um dos programas menos politicamente corretos dos anos sessenta".
Os críticos aprovaram certos elementos da série, como a aparência da nova Enterprise, porém os primeiros episódios após o piloto tiveram uma recepção negativa. "The Naked Now", o segundo episódio da temporada e cuja história foi baseado em "The Naked Time" de The Original Series, fez com que alguns fãs e até ex-roteiristas da franquia ficassem preocupados que The Next Generation iria continuar a "recauchutar" enredos antigos. "Code of Honor" foi considerado em retrocesso como racista, com Stewart comentando anos depois que o elenco e a equipe ficaram envergonhados dele. O autor Mark A. Altman achou que a primeira temporada de The Next Generation foi uma oportunidade perdida para abordar as questões relevantes sobre a vida moderna, algo que ele achou que The Original Series tinha feito bem sucedidamente na década de 1960. Ele disse que alguns episódios eram "triviais" e sugeriu que alguns enredos eram repetições diretas de anteriores, com apenas alguns nomes e ambientações alterados.
Marc Bernardin da Entertainment Weekly em 2002 achou que era "quase impossível de acreditar ... o quão ruim era grande parte disso". Ele achou que a primeira temporada era muito parecida com o final "cafona" de The Original Series, mas que mesmo assim foi "bem sucedida onde precisava ser: apresentou aos telespectadores os personagens que iriam carregar a tocha por mais seis temporadas". Keith R. A. DeCandido da Reactor foi menos positivo, achando que a era justificável a fama de pior temporada de The Next Generation porque "os episódios são irregulares, mal planejados, ineptamente escritos e atuados por atores que ainda estavam tentando entender os seus personagens".

### Prêmios
The Next Generation foi indicada a sete Prêmios Emmy do Primetime em 1988. William Ware Theiss venceu em Melhores Figurinos para uma Série por "The Big Goodbye", enquanto Edward R. Brown foi indicado em Melhor Cinematografia para uma Série pelo mesmo episódio. Keith Bilderbeck, Wilson Dyer, Mace Matiosian, Gerry Sackman, William Wistrom e James Wolvington venceram em Melhor Edição de Som para uma Série por "11001001". Werner Keppler, Rolf Keppler, Gerald Quist e Michael Westmore receberam duas indicações na categoria de Melhor Realização em Maquiagem para uma Série por "Coming of Age" e "Conspiracy", vencendo por este último. Chris Haire, Doug Davey, Jerry Clemans e Alan Bernard receberam uma indicação de Melhor Mixagem de Som para uma Série Dramática por "Where No One Has Gone Before".
"The Big Goodbye" foi o único episódio de Star Trek a vencer um Prêmio Peabody. Corey Allen, Fontana e Roddenberry foram indicados ao Prêmio Hugo de Melhor Apresentação Dramática por "Encounter at Farpoint". Wheaton foi indicado como Melhor Ator Jovem Estrelando uma Série de Televisão Dramática no Youth in Film Awards.

## Mídia caseira
Episódios da primeira temporada foram lançados individualmente ou em coleções nos formatos VHS e LaserDisc durante a década de 1990. A coleção completa da primeira temporada foi lançada em DVD nos Estados Unidos em 26 de março de 2002, edição que continha alguns documentários de bastidores. A temporada foi remasterizada e lançada em Blu-ray em 24 de julho de 2012, contendo os extras da edição em DVD mais novos documentários, erros de gravação e materiais promocionais.